# 魚雷発射管

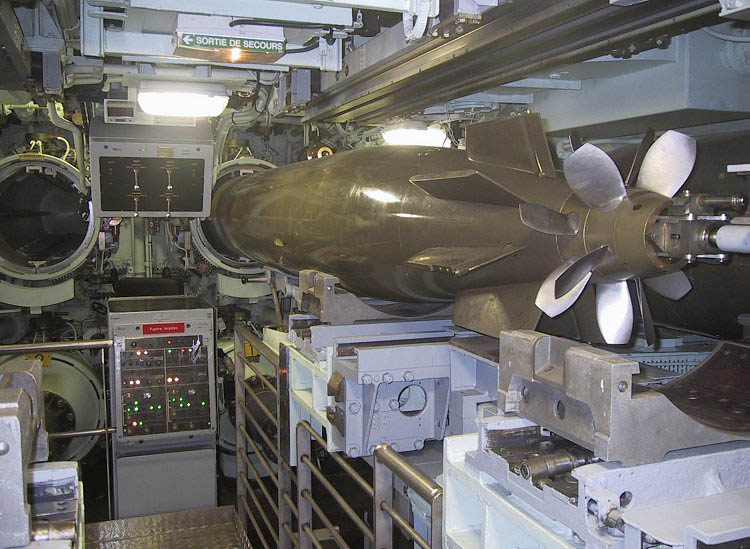
魚雷の装填 奥に見える丸い開口部が魚雷発射管

魚雷発射管（ぎょらいはっしゃかん）は、艦艇から魚雷を発射させる装置である。発射口が水面上にあるものを水上発射管（すいじょうはっしゃかん）、水面下にあるもの（および潜水艦に装備したもの）は水中発射管（すいちゅうはっしゃかん）という。管状の構造をしており、管内に魚雷を装填、艦外へ向けた一方の口から発射する。

## 概要

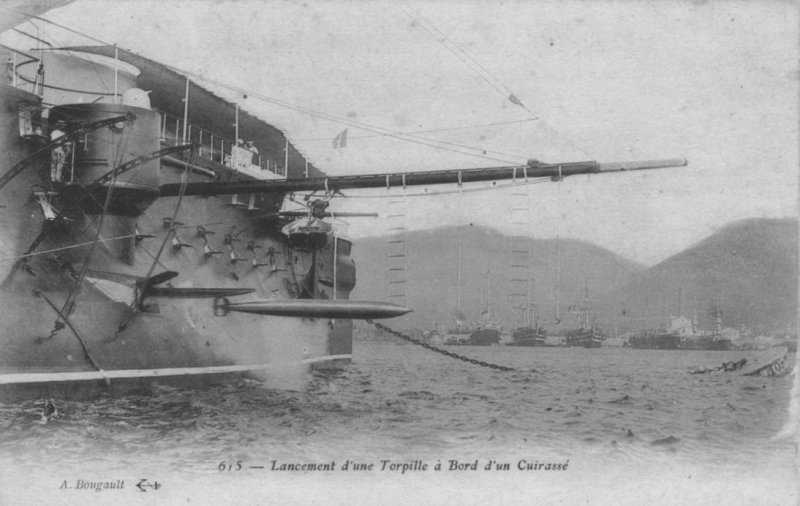
射出中の魚雷

水上艦艇および潜水艦に魚雷発射及び弾庫の目的で搭載される。また狭い水路の防備として陸上に設置した例も少数ながらある（たとえばオスロフィヨルドの戦い）。航空機や水上艦艇から魚雷を発射する場合は魚雷を水中に投下や落射するだけでも十分であるが、潜水艦においては魚雷発射管を用いる必要がある。これは水中において、艦内への水の浸入を防ぎつつ物体を艦外へ放出する必要があるためである。
水上艦でも第二次世界大戦までは艦種を問わず、戦艦などにも水中発射管が装備されていた例があったが、現代の水上艦艇では一部を除いてはあまり見られない。

## 潜水艦における魚雷発射管

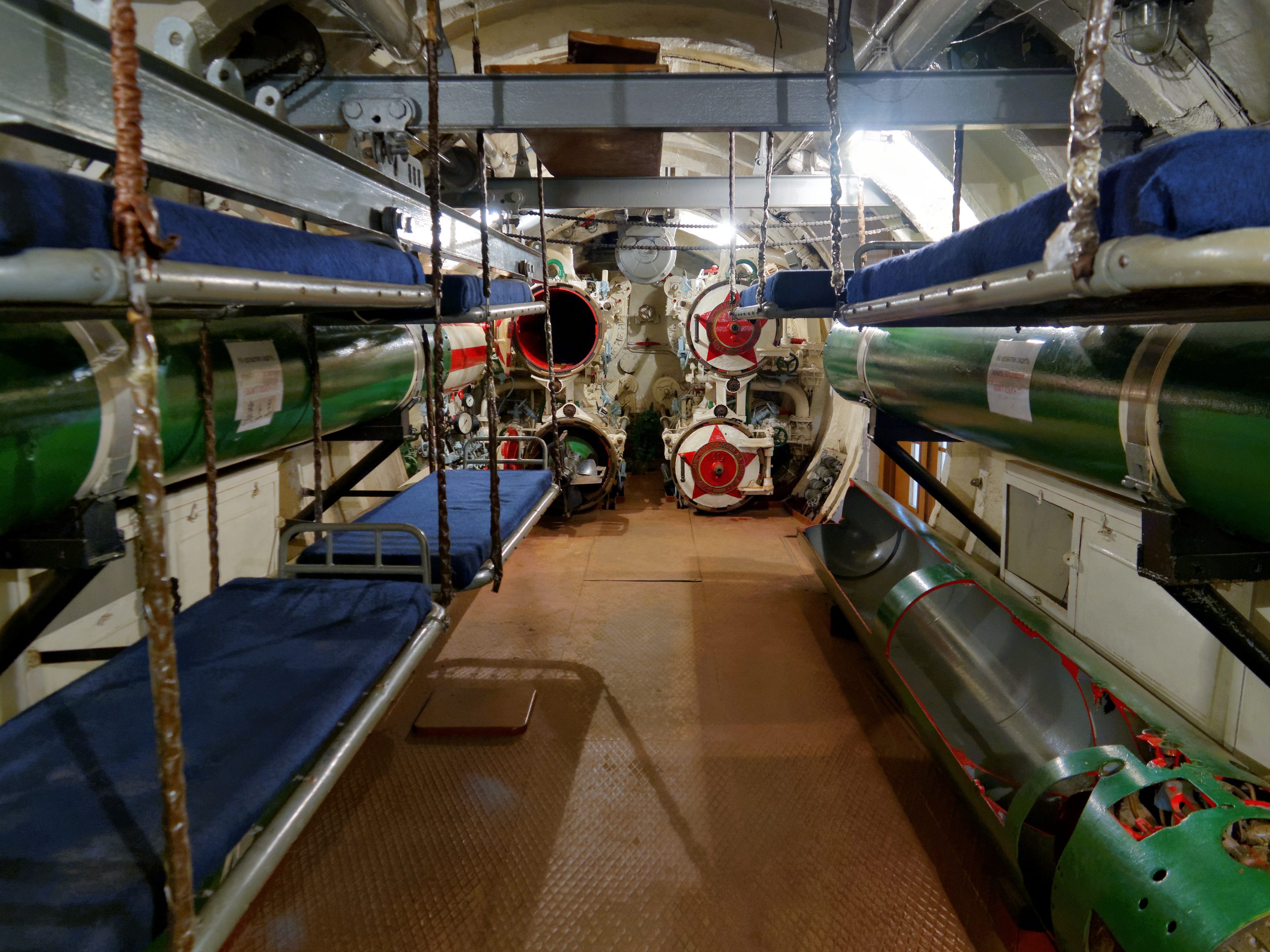
発射管室後部にあるベッド（S型潜水艦（S-56））

潜水艦において魚雷発射管は最も重要な装置の一つであるが、その構造は複雑である。水中において魚雷を発射する際の問題点は、艦内への水の浸入を防ぐことと魚雷発射後艦の重量バランスが変化することである。
魚雷発射管に魚雷を装填した後に、管内にゆっくりと水を注入し、魚雷の深度調定を行う。管内への水の注入が終了したら、前扉を開く。その後に圧搾空気で魚雷を押し出し、水中へ魚雷を発射する。魚雷の機関はスイッチにより、射出直後に始動する。なお、発射の際に用いた圧搾空気は、艦外に出ると海面へ浮上し艦の位置が露呈するので、艦内で回収するようになっている。また、発射管内で機関を始動する自走発射式魚雷も出現している。再装填にあたっては、前扉を閉め、管内の排水を行う必要がある。このような仕組みにより、艦内への水の浸入を防ぎ、魚雷発射後の艦のバランス（バラスト変化）が崩れるのを抑えている。
魚雷発射管の装備位置は、現代の潜水艦においては前方に向けたものがほとんどであるが、側方や後方に向けて装備されたものもあった。
魚雷発射管は潜航中の潜水艦にとって数少ない外界との交通部であり、魚雷以外にも、ミサイルや機雷の射出、種々のセンサーやデコイの放出、艦内で発生したゴミを圧縮し鉄板で成形して投棄したりする際に用いられることがある。
通常、魚雷は運ぶ距離を短くするため魚雷発射管の後方に保管されるが、装填作業のために広めのスペースが確保されていることから、非戦闘時には乗員用のベッドルームとして利用する設計もある。
脱出路としての利用
アメリカのプランジャー級潜水艦ポーパスにて、1909年に乗員のケネス・ホィッティングが自ら志願して魚雷発射管から脱出する実験を行っているように、各国で魚雷発射管からの脱出手順が作られ、脱出訓練が行われている。

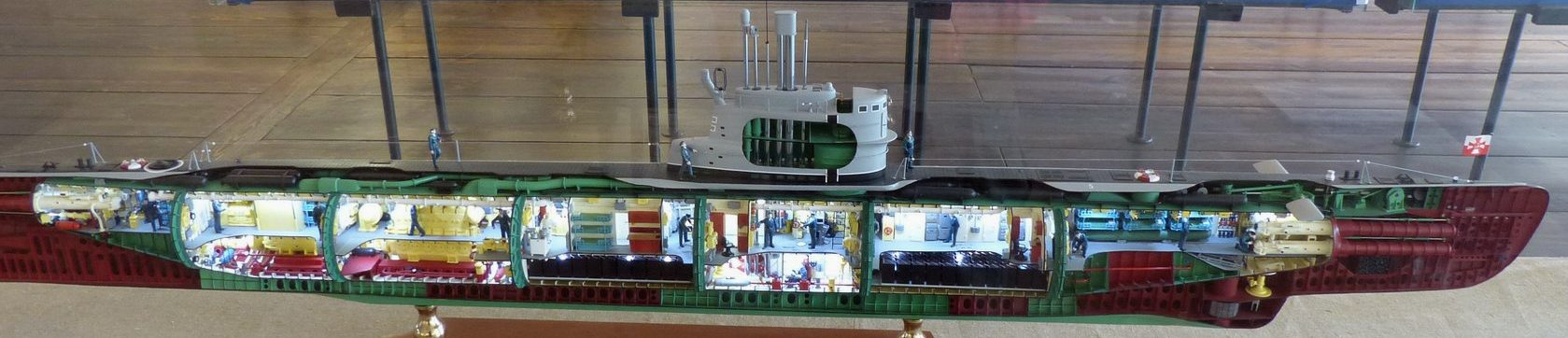
ウィスキー型潜水艦の内部解説模型（前方と後方に魚雷発射管）
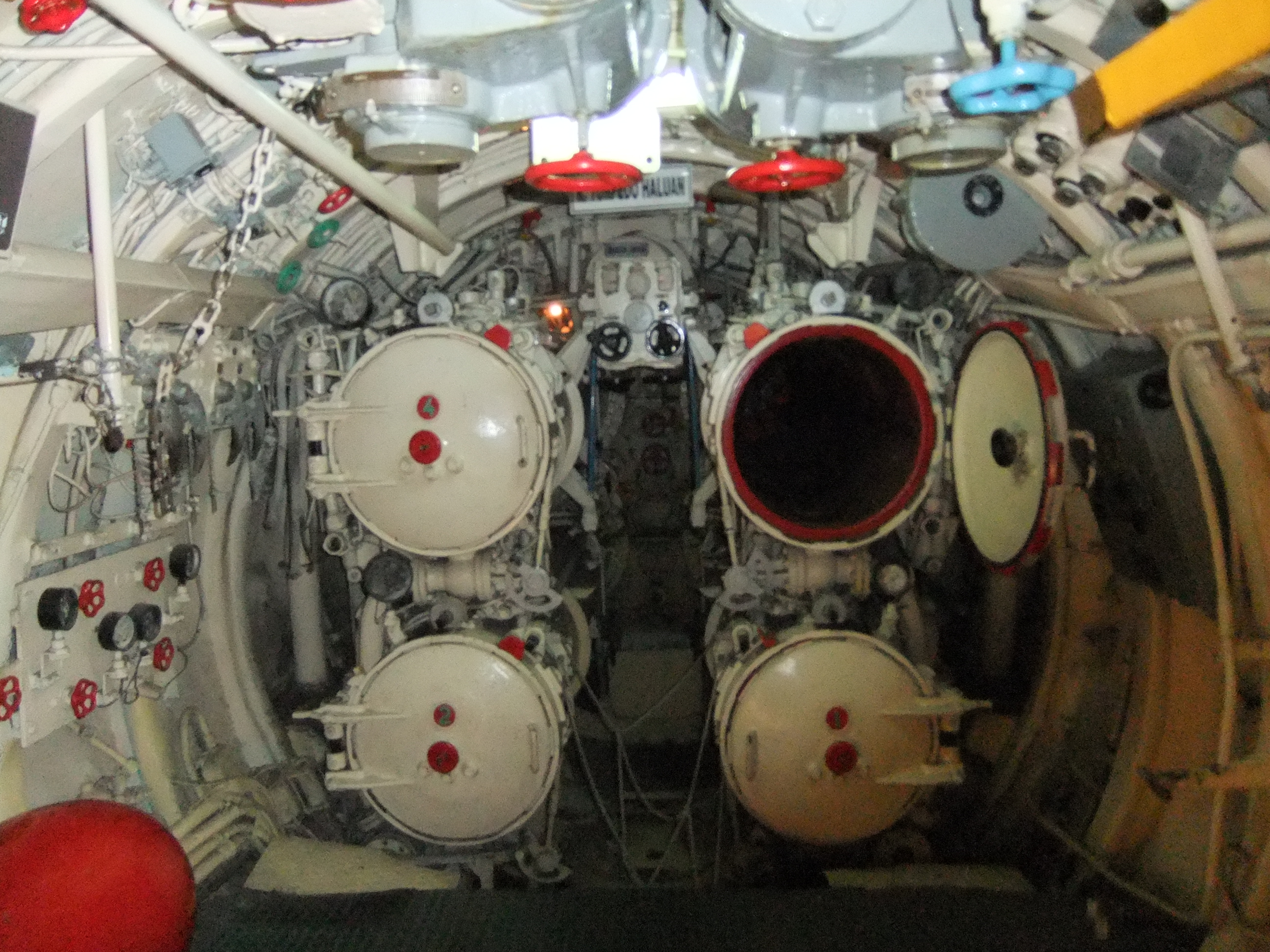
ウィスキー型潜水艦(KRI Pasopati（英語版）)の前部魚雷発射管
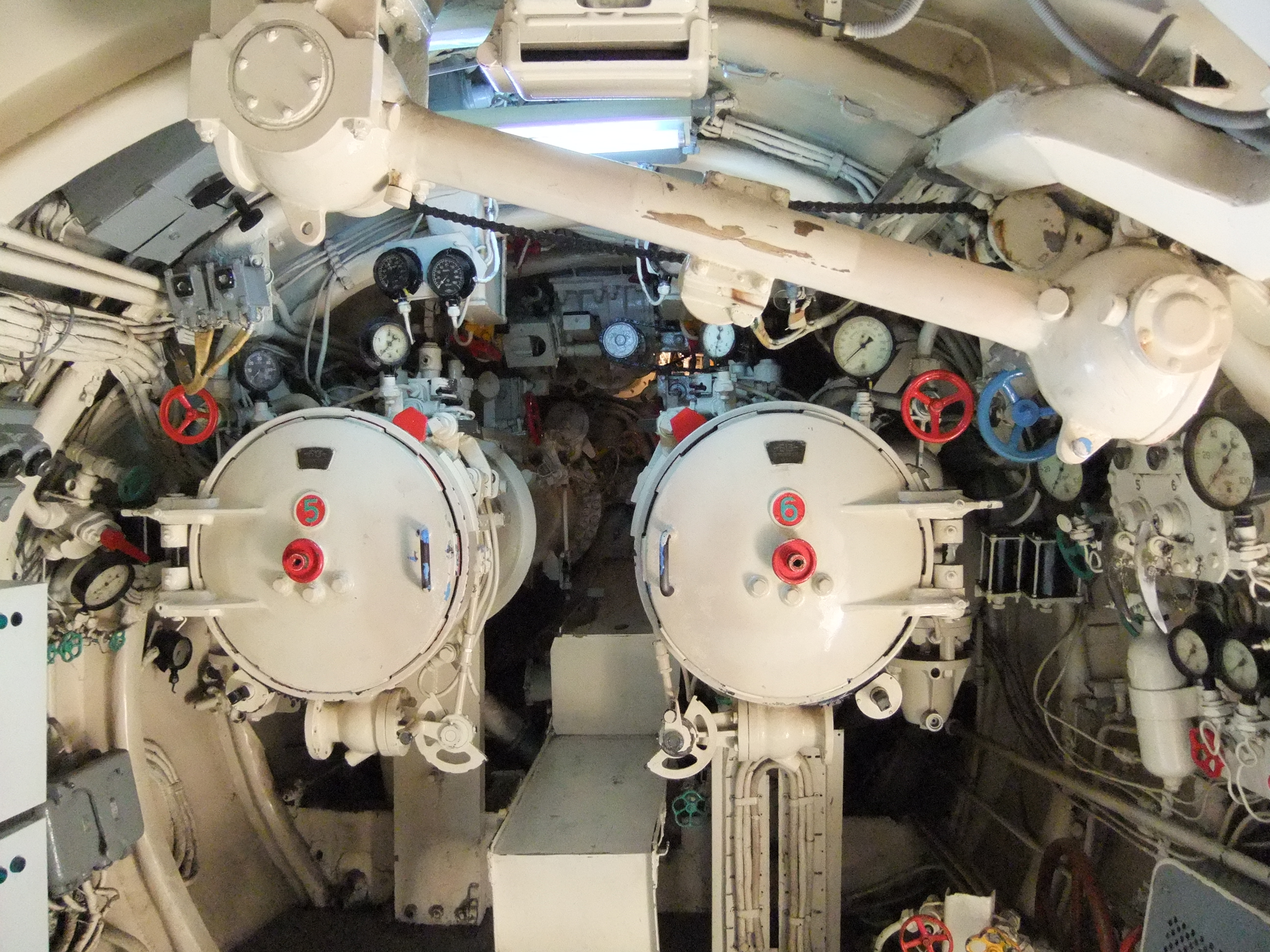
ウィスキー型潜水艦の後部魚雷発射管
潜水艦の魚雷発射管概略図

## 水上艦艇の魚雷発射管

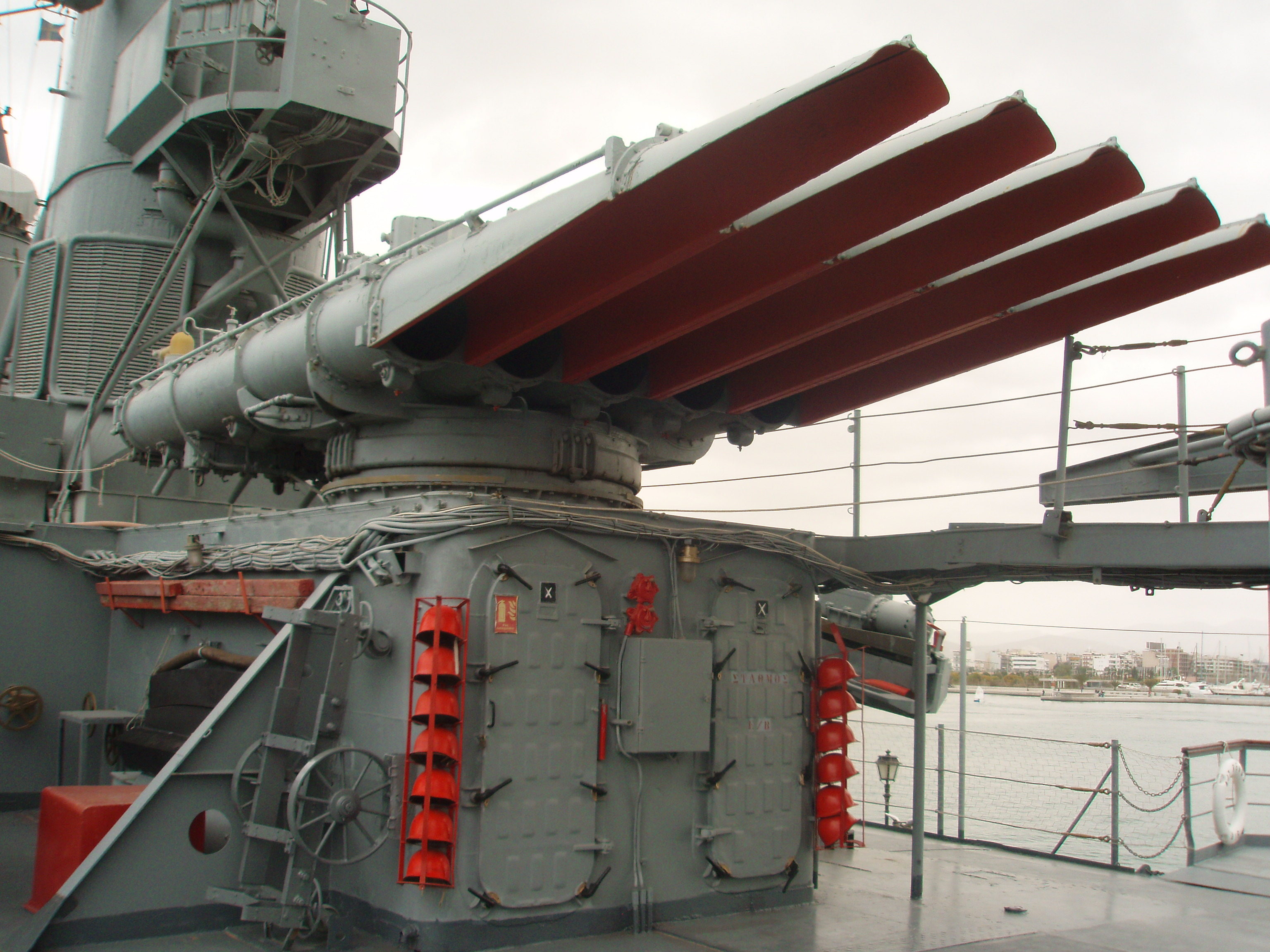
フレッチャー級駆逐艦の5連装533mm魚雷発射管。
ギリシャ・アテネ近郊の博物館船、D-16 ヴェロス（旧米海軍DD-581 チャレット）

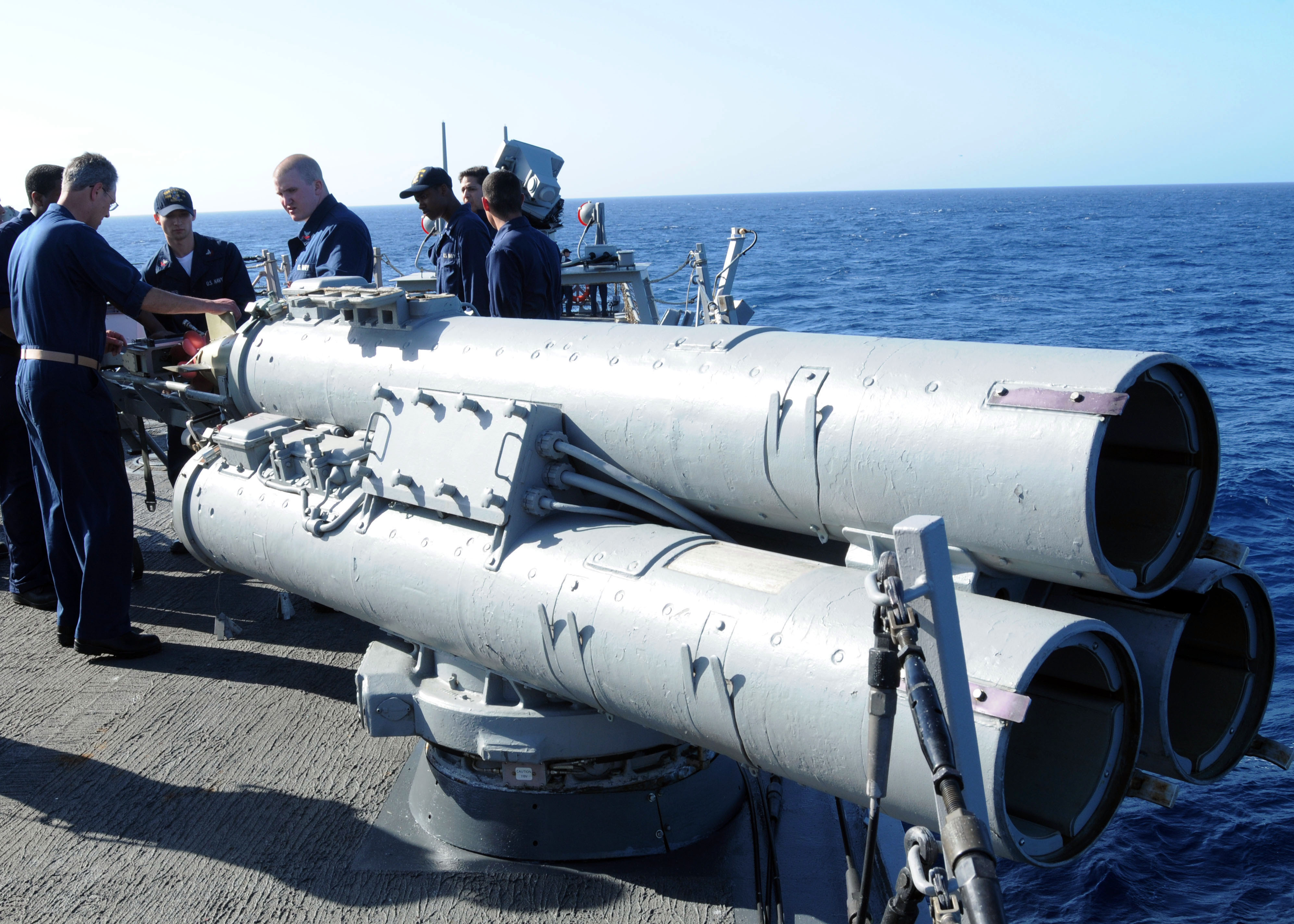
Mk 32 短魚雷発射管

水上艦における発射管は魚雷の発射と、特に現代においては装填した魚雷の保護筐体として発射管が用いられる。発射には圧搾空気により魚雷を射出する方法等がある。初期の魚雷艇や短魚雷装備艦艇では発射管を用いず、管状ではない射出装置などにより側方や後方に魚雷を投下する方法を取っていたものもあった。水線上に装備した水上発射管がほとんどであるが、一部にはネルソン級戦艦など水中発射管を装備していた艦艇もある。
魚雷は大航海時代より重用されていた大砲の砲弾などよりも炸薬量が多く、弱い水線下に命中して浸水を起こす効果も大きい。砲熕兵器が威力に応じて巨大化してしまうのに対して、魚雷発射管は簡便軽量である特性を活かし、水雷戦が重視されていた第二次世界大戦においては、単装、連装や3連装、さらには5連装の水上発射管も開発・装備されていた。
長門型戦艦の新造時やコロラド級戦艦にも装備されていたが、戦艦の装備としては艦の機動性や主砲射程との関係よりあまり有効な装備ではなかった。そのため、長門型では改装時に撤去している。
発射管は固定式と旋回式があり、日本海軍の駆逐艦や巡洋艦では旋回式が用いられ、ドイツ海軍のSボートなどでは前方へ向けた固定式が用いられた。しかし、射程、速力共に優り砲弾より炸薬量の多い対艦ミサイル（艦対艦ミサイル）の発達普及に伴い、水上発射管は衰退した。日本における水上艦艇への攻撃を想定した水上発射管は、魚雷艇PT-15号（平成7年3月除籍）が最後である。
現在、アメリカ海軍や海上自衛隊の艦船は、潜水艦への攻撃を目的としたMk 32 短魚雷発射管（68式3連装短魚雷発射管）などを装備している。

### 魚雷発射管搭載数の例
| 搭載数              | 口径    | 艦級                     | 運用者       | 備考                 |
| ------------------- | ------- | ------------------------ | ------------ | -------------------- |
| 4連装10基 40門      | 61cm    | 軽巡洋艦「北上」「大井」 | 日本海軍     | 1941年重雷装艦に改装 |
| 5連装3基 15門       | 61cm    | 駆逐艦「島風」           | 日本海軍     |                      |
| 4連装2基 8門        | 61cm    | 夕雲型駆逐艦             | 日本海軍     | 次発装填装置付き     |
| 3連装3基 9門        | 61cm    | 吹雪型駆逐艦             | 日本海軍     |                      |
| 5連装2基 10門       | 53.3cm  | フレッチャー級駆逐艦     | アメリカ海軍 |                      |
| 4連装4基 16門       | 53.3cm  | バッグレイ級駆逐艦       | アメリカ海軍 |                      |
| 5連装2基 10門       | 53.3cm  | J/K級駆逐艦              | イギリス海軍 |                      |
| 単装2基（水中） 2門 | 62.2 cm | ネルソン級戦艦           | イギリス海軍 |                      |
| 3連装2基 6門        | 32.4cm  | あたご型護衛艦           | 海上自衛隊   |                      |

## 日本の魚雷発射管

### 水上艦艇用（日本海軍）

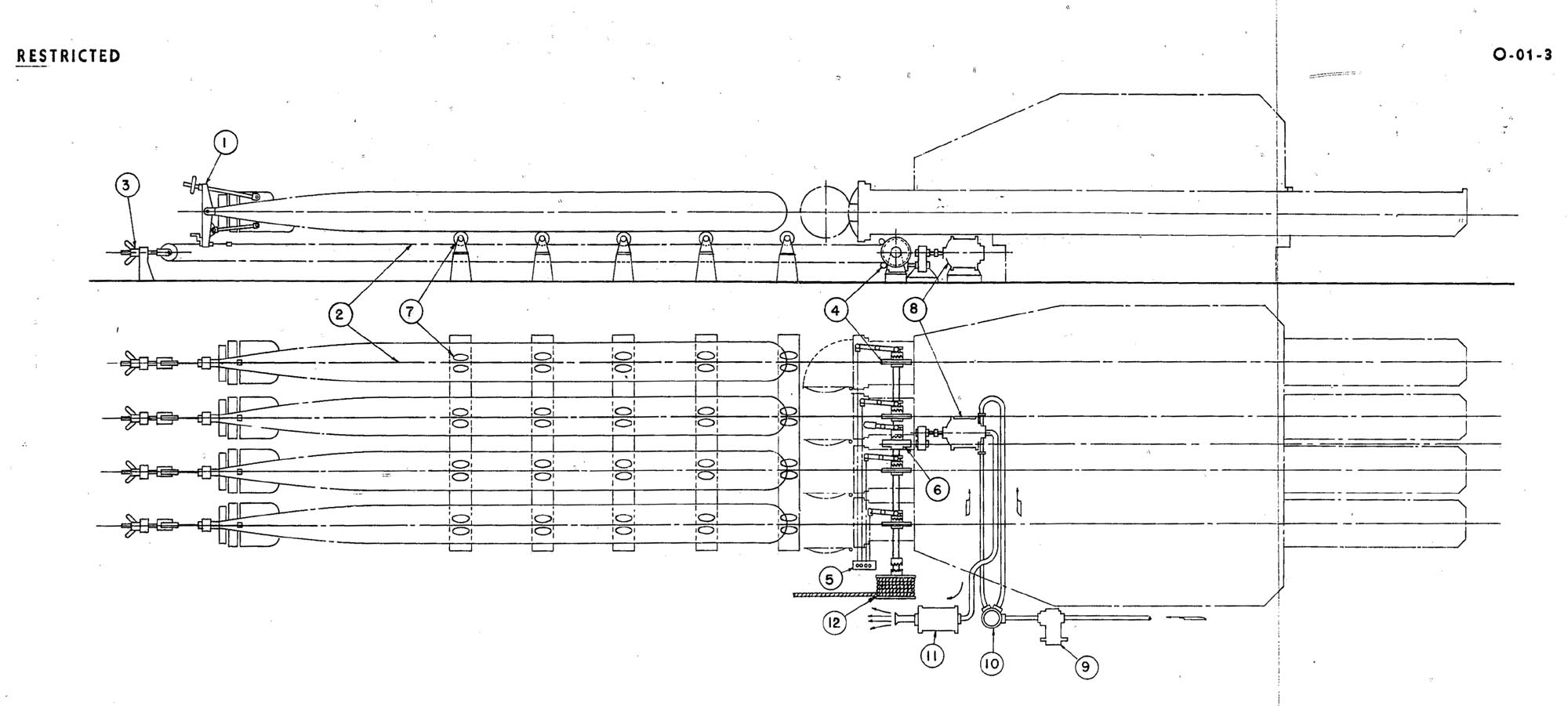
四連装魚雷発射管と装填システム

- 六年式二連装発射管（旧称：五十三糎二連装発射管、二十一吋二連装水上発射管）
  - ヤーロー社で建造された浦風に搭載されていた発射管をモデルに開発され大正6年に制式採用された。江風型駆逐艦から搭載が始まり合計で53隻の駆逐艦に搭載された大正時代の代表的な発射管。

- 八年式二連装発射管（旧称：八年式二連装水上発射管、六十一糎二連装水上発射管）
- 十年式二連装発射管
- 十二年式三連装発射管
- 十二年式三連装舷側発射管（固定式）
- 一二式61cm連装舷側発射管
- 一二式61cm3連装舷側発射管
- 八九式二連装発射管
- 九〇式三連装発射管一型
- 九〇式三連装発射管二型
- 九二式四連装発射管一型
- 九二式四連装発射管二型
- 九二式四連装発射管三型
- 九四式三連装発射管
- 九六式三連装発射管（試作まで）
- 零式五連装魚雷発射管
- 仮称　三式魚雷発射管六型（61cm6連装魚雷発射管、次発装填なし、次弾なし）　改マル5計画、駆逐艦（乙）改マル5型（超秋月型）要求仕様　（「高角砲と防空艦」 遠藤昭著 原書房 より）

### 潜水艦用（日本海軍）
- 一〇年式発射管
- 一五式発射管
- 八八式発射管
- 九五式発射管

### 水上艦艇用（海上自衛隊）
- 試製54式53センチ単装水上発射管：HO-101
- 65式53センチ連装水上発射管：HO-201
- 65式53センチ4連装水上発射管：HO-401
- 3連装短魚雷発射管：HOS-301、68式、HOS-301(C)、HOS-301(D)、HOS-302、HOS-302A、HOS-303

### 潜水艦用（海上自衛隊）
- Mk39水中魚雷発射管
- 試製55式4連装水中魚雷発射管：HU-401
- 試製58式3連装水中魚雷発射管：HU-301
- 6連装魚雷発射管：HU-601、HU-602、HU-603、HU-606C[5]
- 連装魚雷発射管：HU-201